# Maximiliano Urruti
Maximiliano Nicolás Urruti Mussa, meglio noto come Maximiliano Urruti (Rosario, 22 febbraio 1991), è un calciatore argentino, attaccante del N.E. Revolution.

## Vita privata
È il figlio dell'ex calciatore Juan José Urruti.

## Caratteristiche tecniche
Ha un fisico prestante, e quindi più portato al gioco aereo e alla difesa della palla, ma nonostante tutto è in possesso di un'ottima rapidità e di una buona tecnica.

## Carriera

### Club
Inizia la sua carriera da calciatore nel 2007, quando viene acquistato dal Sagrado Corazón per militare nelle varie divisioni giovanili del club. Dopo due anni passa ai Newell's Old Boys, squadra con sede a Rosario, giocando nella formazione primavera. Due anni più tardi, esattamente il 15 maggio 2011, debutta tra i professionisti in occasione della partita vinta contro il Racing Avellaneda. Conclude la sua prima stagione tra i professionisti con 2 presenze all'attivo.
Il 30 ottobre 2011 realizza la sua prima rete in carriera durante la partita contro il Club Olimpo; in quell'occasione rimedia anche la sua prima ammonizione in carriera.
Il 10 dicembre 2018 passa al Montréal Impact. Il 9 maggio 2019 realizza la prima rete con la maglia dei canadesi, realizzando il rigore della vittoria contro i N.Y. Red Bulls. In precedenza ha servito anche l'assist a Zakaria Diallo per il momentaneo pareggio alla Red Bull Arena.
Il 19 gennaio 2021, dopo due anni a Montréal, passa all'Houston Dynamo. In totale colleziona 30 presenze e segna sette reti con i Dynamo al primo anno. 
Il 30 dicembre 2021 viene ufficializzato il passaggio del calciatore all'Austin FC.

## Statistiche

### Presenze e reti nei club
Statistiche aggiornate al 5 marzo 2023.
| Stagione                 | Squadra                  | Campionato               | Campionato | Campionato | Coppe nazionali | Coppe nazionali | Coppe nazionali | Coppe continentali | Coppe continentali | Coppe continentali | Altre coppe | Altre coppe | Altre coppe | Totale | Totale |
| Stagione                 | Squadra                  | Comp                     | Pres       | Reti       | Comp            | Pres            | Reti            | Comp               | Pres               | Reti               | Comp        | Pres        | Reti        | Pres   | Reti   |
| ------------------------ | ------------------------ | ------------------------ | ---------- | ---------- | --------------- | --------------- | --------------- | ------------------ | ------------------ | ------------------ | ----------- | ----------- | ----------- | ------ | ------ |
| 2010-2011                | Newell's Old Boys        | PD                       | 2          | 0          |                 | -               | -               |                    | -                  | -                  |             | -           | -           | 2      | 0      |
| 2011-2012                | Newell's Old Boys        | PD                       | 26         | 7          | CI              | -               | -               |                    | -                  | -                  | -           | -           | -           | 26     | 7      |
| 2012-2013                | Newell's Old Boys        | PD                       | 28         | 5          | CI              | -               | -               | CL                 | 5                  | 0                  |             | -           | -           | 35     | 1      |
| Totale Newell's Old Boys | Totale Newell's Old Boys | Totale Newell's Old Boys | 56         | 12         |                 | 0               | 0               |                    | 5                  | 0                  |             | -           | -           | 61     | 12     |
| mar.-sett. 2013          | Toronto FC               | MLS                      | 2          | 0          | CC              | -               | -               |                    | -                  | -                  |             | -           | -           | 2      | 0      |
| sett.-dic. 2013          | Portland Timbers         | MLS                      | 5+2        | 1          | USOC            | -               | -               |                    | -                  | -                  |             | -           | -           | 7      | 1      |
| 2014                     | Portland Timbers         | MLS                      | 30         | 10         | USOC            | -               | -               |                    | -                  | -                  |             | -           | -           | 30     | 10     |
| 2015                     | Portland Timbers         | MLS                      | 30+5       | 4+1        | USOC            | 2               | 1               | CCL                | 4                  | 3                  |             | -           | -           | 41     | 9      |
| Totale Portland Timbers  | Totale Portland Timbers  | Totale Portland Timbers  | 72         | 16         |                 | 2               | 1               |                    | 4                  | 3                  |             | -           | -           | 78     | 20     |
| 2016                     | FC Dallas                | MLS                      | 30+2       | 9+1        | USOC            | 5               | 3               |                    | -                  | -                  |             | -           | -           | 37     | 13     |
| 2017                     | FC Dallas                | MLS                      | 32         | 12         | USOC            | 1               | 0               | CCL                | 5                  | 1                  |             | -           | -           | 38     | 13     |
| 2018                     | FC Dallas                | MLS                      | 33+1       | 8          | USOC            | 1               | 0               | CCL                | 2                  | 1                  |             | -           | -           | 37     | 9      |
| Totale Dallas            | Totale Dallas            | Totale Dallas            | 98         | 30         |                 | 7               | 3               |                    | 7                  | 2                  |             | -           | -           | 112    | 35     |
| 2019                     | Montréal Impact          | MLS                      | 31         | 4          | CC              | 6               | 0               |                    | -                  | -                  |             | -           | -           | 37     | 4      |
| 2020                     | Montréal Impact          | MLS                      | 15         | 5          | CC              | -               | -               | CCL                | 2                  | 0                  |             | -           | -           | 15     | 5      |
| Totale Montreal Impact   | Totale Montreal Impact   | Totale Montreal Impact   | 46         | 8          |                 | 6               | 0               |                    | 2                  | 0                  |             | -           | -           | 54     | 9      |
| 2021                     | Houston Dynamo           | MLS                      | 30         | 7          | -               | -               | -               |                    | -                  | -                  |             | -           | -           | 30     | 7      |
| 2022                     | Austin FC                | MLS                      | 35         | 9          | USOC            | 1               | 0               |                    | -                  | -                  |             | -           | -           | 36     | 9      |
| 2023                     | Austin FC                | MLS                      | 2          | 1          | USOC            | -               | -               |                    | -                  | -                  | LC          | -           | -           | 2      | 1      |
| Totale Austin FC         | Totale Austin FC         | Totale Austin FC         | 37         | 10         |                 | 1               | 0               |                    | -                  | -                  |             | -           | -           | 38     | 10     |
| Totale carriera          | Totale carriera          | Totale carriera          | 340        | 84         |                 | 16              | 4               |                    | 18                 | 5                  |             | -           | -           | 375    | 93     |

## Palmarès

### Club

#### Competizioni nazionali
- Campionato argentino: 1

Newell's Old Boys: 2013 Final
- Campionato MLS: 1

Portland Timbers: 2015
- MLS Supporters' Shield: 1

Dallas: 2016
- US Open Cup: 1

Dallas: 2016
- Canadian Championship: 1

Montreal Impact: 2019